# Gens Cornelia
Cornelius (fem. Cornelia) era il nomen di una gens patrizia tra le più importanti dell'antica Roma, ricompresa nelle cento gentes originarie ricordate dallo storico Tito Livio.

## Origine e territorio
Secondo l'illustre studioso Theodor Mommsen l'antichità della gens Cornelia si desume dal fatto che essa diede il nome ad una delle più antiche tribù rustiche, che comprendeva Arpino, Nomento, Eclano, Erdonia, Teano Apulo, Crotone, Petelia, Camerino Fulginio in Umbria e Matelica.
I Cornelii avevano propri culti e tradizioni, e si distinguevano da tutte le altre famiglie per la pratica dell'inumazione dei defunti, in alternativa alla più diffusa cremazione. Famoso è il monumentale Sepolcro degli Scipioni ancora conservato sulla Via Appia Antica.

## Storia
La gens Cornelia era divisa in diversi rami, la maggior parte di rango patrizio, come gli Scipioni, i Lentuli, i Dolabella, i Merulae, i Sullae, i Balbi e i Cinna. Vi furono anche alcuni rami di condizione plebea, quali i Nepotes e i Galli. Per le donne dei Cornelii, vedere la voce Cornelia.
I Cornelii ricoprirono tutte le magistrature, ed in particolare il consolato più di tutte le altre gentes, per ben 106 volte.

## Membri della gens
Tra i numerosi personaggi della gens Cornelia ricordiamo (in ordine cronologico):

### Cornelii Scipiones
- Publio Cornelio Scipione, tribuno consolare nel 395 a.C.
- Lucio Cornelio Scipione, console nel 350 a.C.
- Lucio Cornelio Scipione Barbato, console nel 298 a.C.
- Gneo Cornelio Scipione Asina, console nel 260 e nel 254 a.C.
- Lucio Cornelio Scipione, console nel 259 a.C.
- Gneo Cornelio Scipione Calvo, console nel 222 a.C.
- Publio Cornelio Scipione Asina, console nel 221 a.C.
- Publio Cornelio Scipione, console nel 218 a.C.
- Publio Cornelio Scipione Africano, console nel 205 e nel 194 a.C. e famoso generale
- Publio Cornelio Scipione Nasica, console nel 191 a.C.
- Lucio Cornelio Scipione Asiatico, console 190 a.C.
- Gneo Cornelio Scipione, pretore nel 177 a.C.
- Gneo Cornelio Scipione Ispallo, console nel 176 a.C.
- Publio Cornelio Scipione, augure e pretore nel 174 a.C.
- Lucio Cornelio Scipione, pretore nel 174 a.C.
- Lucio Cornelio Scipione, politico e militare
- Publio Cornelio Scipione Nasica Corculo, console nel 162 e nel 155 a.C.
- Publio Cornelio Scipione Emiliano, console nel 147 e nel 134 a.C.
- Gneo Cornelio Scipione Ispano, pretore nel 139 a.C.
- Publio Cornelio Scipione Nasica Serapione, console nel 138 a.C.
- Publio Cornelio Scipione Nasica Serapione, console nel 111 a.C.
- Gneo Cornelio Scipione, pretore nel 109 a.C.;[1]
- Publio Cornelio Scipione Nasica pretore nel 93 a.C.
- Lucio Cornelio Scipione Asiatico, console nell'83 a.C.
- Publio Cornelio Scipione, console nel 16 a.C.
- Publio Cornelio Scipione, questore nell'1
- Servio Cornelio Scipione Salvidieno Orfito, console nel 51
- Publio Cornelio Lentulo Scipione, console nel 56
- Publio Cornelio Scipione Asiatico, console nel 68
- Servio Cornelio Scipione Salvidieno Orfito, console nell'82
- Servio Cornelio Scipione Salvidieno Orfito, console nel 110
- Servio Cornelio Scipione Salvidieno Orfito, console nel 149
- Servio Cornelio Scipione Salvidieno Orfito, console nel 178
- Lucio Cossonio Cornelio Scipione Salvidieno Orfito: celebrò un taurobolium nel 295.

### Cornelii Lentuli
Il primo membro sembra sia stato Lucio Cornelio Lentulo, console del 327 a.C. e poi dittatore nel 320 a.C.. Secondo quanto racconta lo stesso Livio potrebbe invece essere il padre, anche lui Lucio Cornelio Lentulo, che si oppose al pagamento del tributo a Brenno nel 390 a.C. durante il sacco di Roma. Poi ricordiamo:
- Servio Cornelio Lentulo, console nel 303 a.C.
- Tiberio Cornelio Lentulo, figlio del console del 303 a.C.
- Lucio Cornelio Lentulo Caudino, console nel 275 a.C.
- Lucio Cornelio Lentulo Caudino, console nel 237 a.C.[3]
- Publio Cornelio Lentulo Caudino, console nel 236 a.C.
- Publio Cornelio Lentulo, pretore nel 214 a.C.
- Lucio Cornelio Lentulo Caudino, edile nel 209 a.C.
- Servio Cornelio Lentulo, edile nel 207 a.C.
- Publio Cornelio Lentulo Caudino, pretore nel 203 a.C.
- Gneo Cornelio Lentulo, console nel 201 a.C.
- Lucio Cornelio Lentulo, console nel 199 a.C.
- Servio Cornelio Lentulo, pretore nel 169 a.C.
- Publio Cornelio Lentulo, pretore nel 165 a.C.
- Lucio Cornelio Lentulo
- Publio Cornelio Lentulo, console suffetto nel 162 a.C.
- Lucio Cornelio Lentulo Lupo, console nel 156 a.C.
- Gneo Cornelio Lentulo, console nel 146 a.C.
- Cornelio Lentulo, pretore nel 137 a.C.
- Lucio Cornelio Lentulo, console nel 130 a.C.
- Publio Cornelio Lentulo, pretore nel 128 a.C.[4]
- Publio Cornelio Lentulo Marcellino, magistrato monetale intorno al 100 a.C.
- Gneo Cornelio Lentulo, console nel 97 a.C.
- Lucio Cornelio Lentulo, proconsole nell'82 a.C.
- Gneo Cornelio Lentulo Batiato, lanista della scuola gladiatoria di Capua
- Publio Cornelio Lentulo Marcellino, questore nel 75 a.C.
- Gneo Cornelio Lentulo Clodiano, console nel 72 a.C.
- Publio Cornelio Lentulo Sura, console nel 71 a.C e congiurato (della Congiura di Catilina)
- Lucio Cornelio Lentulo Negro, pretore nel 61 a.C
- Gneo Cornelio Lentulo Clodiano pretore nel 59 a.C.
- Publio Cornelio Lentulo Spintere, console nel 57 a.C.
- Gneo Cornelio Lentulo Marcellino, console nel 56 a.C.
- Lucio Cornelio Lentulo Crure, console nel 49 a.C.
- Publio Cornelio Lentulo Marcellino, questore nel 48 a.C.
- Publio Cornelio Lentulo Spintere, oppositore di Cesare
- Gneo Cornelio Lentulo, console nel 18 a.C.
- Publio Cornelio Lentulo Marcellino, console nel 18 a.C.
- Gneo Cornelio Lentulo l'Augure, console nel 14 a.C.
- Lucio Cornelio Lentulo, console nel 3 a.C.
- Cosso Cornelio Lentulo, console nel 1 a.C.
- Publio Cornelio Lentulo Scipione, console nel 2
- Publio Cornelio Lentulo Scipione, console nel 24
- Cosso Cornelio Lentulo, console nel 25
- Gneo Cornelio Lentulo Getulico, console nel 26
- Gneo Cornelio Lentulo Getulico, console nel 55
- Cosso Cornelio Lentulo, console nel 60

### Cornelii Maluginenses
- Servio Cornelio Maluginense, console nel 485 a.C.
- Lucio Cornelio Maluginense Uritino, console nel 459 a.C.
- Marco Cornelio Maluginense, decemviro nel 450 a.C.
- Marco Cornelio Maluginense, console nel 436 a.C.
- Servio Cornelio Maluginense, sette volte tribuno consolare tra il 386 e il 368 a.C.
- Publio Cornelio Maluginense, tribuno consolare nel 397 e nel 390 a.C.
- Publio Cornelio Maluginense Cosso, tribuno consolare nel 395 e console nel 393 a.C.
- Marco Cornelio Scipione Maluginense, pretore nel 176 a.C.
- Servio Cornelio Lentulo Maluginense, flamen Dialis dall'11 a.C.[5]

### Cornelii Cossi
- Aulo Cornelio Cosso, console nel 428 a.C.
- Publio Cornelio Cosso, tribuno consolare nel 415 a.C.
- Aulo Cornelio Cosso, console nel 413 a.C.
- Gneo Cornelio Cosso, console nel 409 a.C.
- Publio Cornelio Cosso, tribuno consolare nel 408 a.C.
- Gneo Cornelio Cosso, tribuno consolare nel 406 a.C.
- Aulo Cornelio Cosso, dittatore nel 385 a.C.
- Aulo Cornelio Cosso Arvina, console nel 343 e nel 332 a.C.

### Cornelii Cethegi
- Marco Cornelio Cetego, console nel 204 a.C.
- Gaio Cornelio Cetego, console nel 197 a.C.
- Publio Cornelio Cetego, console nel 181 a.C.
- Marco Cornelio Cetego, console nel 160 a.C.
- Publio Cornelio Cetego, senatore
- Gaio Cornelio Cetego, senatore e congiurato (della Congiura di Catilina)
- Servio Cornelio Cetego, console nel 24
- Marco Gavio Cornelio Cetego, console nel 170

### Cornelii Dolabellae
- Publio Cornelio Dolabella, console nel 283 a.C.
- Marco Cornelio Dolabella, pretore in Sicilia nel 211 a.C.
- Gneo Cornelio Dolabella, console nel 159 a.C.
- Lucio Cornelio Dolabella, pretore nel 100 a.C.
- Gneo Cornelio Dolabella, console nell'81 a.C.
- Gneo Cornelio Dolabella, pretore nell'81 a.C. e proconsole nell'80 a.C.
- Publio Cornelio Dolabella, pretore nel 69 a.C.
- Publio Cornelio Dolabella, console nel 44 a.C.
- Cornelio Dolabella, confidente di Augusto
- Publio Cornelio Dolabella, console nel 10
- Publio Cornelio Dolabella, console nel 55
- Gneo Cornelio Dolabella
- Servio Cornelio Dolabella Petroniano, console nell'86

### Cornelii Sullae
- Publio Cornelio Silla, pretore nel 212 a.C.
- Servio Cornelio Silla, pretore nel 175 a.C.
- Lucio Cornelio Silla, console nell'88 e nell'80 a.C., dittatore nell'82 a.C.
- Fausto Cornelio Silla, figlio del dittatore e senatore
- Publio Cornelio Silla, politico e militare
- Lucio Cornelio Silla, console nel 5 a.C.
- Cornelio Silla Felice, discendente di Silla
- Fausto Cornelio Silla, console nel 31
- Lucio Cornelio Silla Felice, console nel 33
- Fausto Cornelio Silla Felice, console nel 52

### Cornelii Cinnae
- Lucio Cornelio Cinna, console dall'87 a.C. all'84 a.C.;
- Lucio Cornelio Cinna, pretore 44 a.C.;
- Cornelia Cinna maggiore, moglie di Gneo Domizio Enobarbo;
- Cornelia Cinna minore, prima moglie di Cesare;
- Gneo Cornelio Cinna Magno, console nel 5;

### Altri Cornelii
- Publio Cornelio Scapula, console nel 328 a.C.
- Publio Cornelio, uno dei primi comandanti navali (Livio 9, 30,3; 9,38,2f)
- Publio Cornelio Arvina, console nel 306 a.C. e nel 288 a.C.

- Publio Cornelio Rufino, console nel 290 a.C. e nel 277 a.C.
- Servio Cornelio Merenda, console nel 274 a.C.
- Gneo Cornelio Blasione, console nel 270 a.C. e nel 257 a.C.
- Gneo Cornelio Blasione, proconsole dal 199 al 196 a.C. in Spagna
- Gneo Cornelio Merenda, pretore nel 194 a.C.
- Lucio Cornelio Merula, console nel 193 a.C.
- Publio Cornelio Sisenna, pretore nel 183 a.C.
- Publio Cornelio Blasione, pretore nel 165 a.C.
- Gneo Cornelio Merula, legato del Senato nel 162 a.C.
- Cornelio Blasione, pretore nel 140 a.C.
- Gneo Cornelio Sisenna, pretore nel 119 a.C.[6]
- Lucio Cornelio Sisenna, pretore nel 78 a.C.
- Gaio Cornelio, tribuno della plebe nel 67 a.C.
- Gaio Cornelio, cospiratore contro Cicerone
- Lucio Cornelio Balbo, console nel 40 a.C.
- Lucio Cornelio Balbo, trionfatore nel 19 a.C.;
- Publio Cornelio Orestino, comes di Tiberio (o di Germanico)
- Cornelio Severo, poeta dell'età augustea
- Quinto Cornelio Prisco, militare romano
- Publio Cornelio Tacito, storico
- Cornelio Lupo, console nel 42
- Lucio Cornelio Pusione, console nel 71
- Gneo Pinario Cornelio Clemente, console nel 72
- Marco Cornelio Nigrino Curiazio Materno, console nell'83
- Gaio Cornelio Vaticano, console nell'84
- Lucio Cornelio Pusione Annio Messala, console nel 90
- Aulo Cornelio Palma Frontoniano, console nel 99 e nel 109
- Sesto Subrio Destro Cornelio Prisco, console nel 104
- Gneo Pinario Cornelio Severo, console nel 112
- Gaio Cornelio Miniciano, funzionario imperiale all'epoca di Traiano
- Gneo Cornelio Pulcro, politico romano del tempo di Traiano e Adriano
- Lucio Cornelio Latiniano, senatore del tempo di Adriano
- Gneo Arrio Cornelio Proculo, console nel 145
- Quinto Cornelio Proculo, console nel 146
- Quinto Cornelio Quadrato, console nel 147
- Manio Acilio Glabrione Gneo Cornelio Severo, console nel 152
- Marco Cornelio Frontone, grammatico del II secolo
- Gaio Cornelio Repentino, prefetto di Roma sotto Didio Giuliano
- Sesto Cornelio Repentino, prefetto del pretorio
- Quinto Cornelio Senecio Anniano, console nel 142
- Lucio Ottavio Cornelio Publio Salvio Giuliano Emiliano, console nel 148
- Manio Acilio Glabrione Gneo Cornelio Severo, console nel 152
- Sesto Cornelio Clemente, console suffetto tra il 161 e il 169
- Publio Cornelio Anullino, console nel 199
- Publio Cornelio Anullino, console nel 216
- Cornelio Labeone, teologo e antichista
- Cornelio Nepote, storico (100 a.C. - 27 a.C.)
- Gaio Cornelio Gallo, poeta (69 a.C. – 26 a.C.)
- Cornelio, papa dal 251 al 253
- Publio Cornelio Scapula, console nel 328 a.C.
- Gneo Cornelio Lentulo Batiato, meglio noto come Lentulo Batiato, lanista, nella sua scuola di gladiatori iniziò la rivolta di Spartaco